# World Organization of Workers
Die World Organization of Workers (WOW) ist ein internationaler Gewerkschaftsverband von nationalen Gewerkschaften, dessen Ziel die Wahrung und Förderung von Arbeitnehmerinteressen ist. WOW sitzt in Brüssel (Belgien). 
WOW ist die Nachfolgeorganisation vom Weltbund der Angestellten (WBA; World Federation of Clerical Workers, WFCW), der im September 1921 in Luxemburg gegründet wurde.
Der war bis zum 31. Oktober 2006 Mitglied der Weltverband der Arbeitnehmer (WVA; World Confederation of Labour, WCL). Nachdem der WVA sich auflöste, um sich gemeinsam mit dem Internationalen Bund Freier Gewerkschaften (IBFG; International Confederation of Free Trade Unions, ICFTU) zum Internationalen Gewerkschaftsbund (IGB; International Trade Union Confederation, ITUC) zu verschmelzen, beschloss der WVA als eine autonome, unabhängige und internationale Föderation unter dem Arbeitsnamen World Organization of Workers bis zum nächsten Kongress weiter zu arbeiten. 
Der neue Name World Organization of Workers wurde schlussendlich im Rahmen des ersten WOW-Kongresses auf Malte am 8. November 2008 beschlossen. Der WOW hat derzeit 1,3 Millionen Mitglieder und vereint insgesamt 130 Gewerkschaften aus über 60 Ländern. Präsident der WOW ist Wayne Prins (Exekutivdirektor CLAC, Kanada).